# 西魯
西鲁，指河南省鲁山县，相应的位于山东曲阜的鲁国被称为“东鲁”，是中国先秦历史研究中提出的一个概念。
商代甲骨卜辞中“鲁受年”之类的语句，《殷虚书契续编》认为该处的“鲁”为地名。商代时期，曲阜地区为东夷方国“奄国”的都邑，被称为“奄”，直到西周初年奄国被灭，伯禽在奄国故地建立鲁国后才改称为鲁，因此卜辞的“鲁”不应是曲阜。《逸周书》中有“桀与其属五百人徙于鲁，鲁士民复奔汤”的记载，学者刘蔚华认为此处的“鲁”指鲁山县。《春秋左氏传》中“惧而迁于鲁县”的记载，晋代杜预认为“鲁县”是指晋代的鲁阳，也就是现在的鲁山县。《墨子·鲁问》中也有鲁阳直接被称为“鲁”的记载。由此可见，鲁山在春秋时曾被称为“鲁县”，战国时已被称为“鲁阳”，且均可被直接称为“鲁”，而周代之前的“鲁”极可能也是指鲁山地区。